# Abyssocladia gliscofila
Abyssocladia gliscofila is een sponssoort uit de familie van de Cladorhizidae. De wetenschappelijke naam van de soort werd voor het eerst geldig gepubliceerd in 2020 door Ekins, Erpenbeck en Hooper.